# Isotima anupama
Isotima anupama là một loài tò vò trong họ Ichneumonidae.